# Omorgus texanus
Omorgus texanus är en skalbaggsart som beskrevs av Leconte 1854. Omorgus texanus ingår i släktet Omorgus och familjen knotbaggar. Inga underarter finns listade i Catalogue of Life.

## Bildgalleri

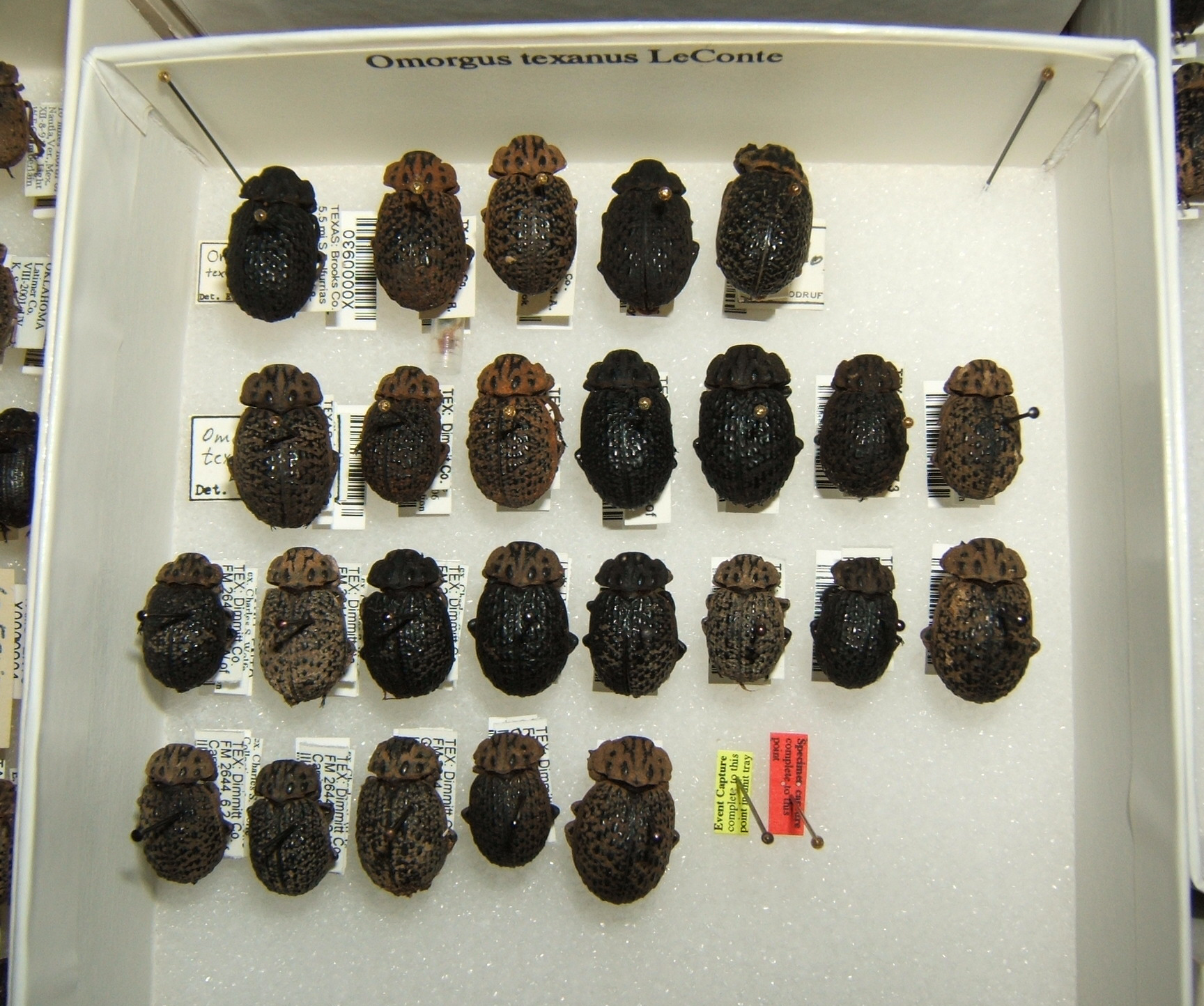